# Monument Aux Soldats Français
Het Monument Aux Soldats Français is een oorlogsmonument van wit cement  op de Kemmelberg in de West-Vlaamse gemeente Heuvelland. Het is geplaatst ter herdenking van de Franse soldaten die er in april 1918 tijdens de Slag om de Kemmelberg sneuvelden. Het staat bij een Frans massagraf (westelijke flank) waarin meer dan 5000 Franse soldaten liggen. Het monument van 17 meter hoog werd op 18 september 1932 ingewijd. Hierbij waren twee Franse generaals aanwezig, Lacapelle en Pétain. 
Tegen de zuil op de sokkel staat een Griekse overwinningsgodin met vleugels. Het monument wordt daarom in de volksmond Den Engel genoemd. De zuil zelf vermeldt de naam van de Franse eenheden die hier streden. 
In 1970 vernietigde een blikseminslag de gelauwerde Franse helm boven op de zuil. De site staat sinds 2023 op de Unesco-Werelderfgoedlijst als onderdeel van inschrijving Begraafplaatsen en herdenkingssites van de Eerste Wereldoorlog (Westelijk Front).

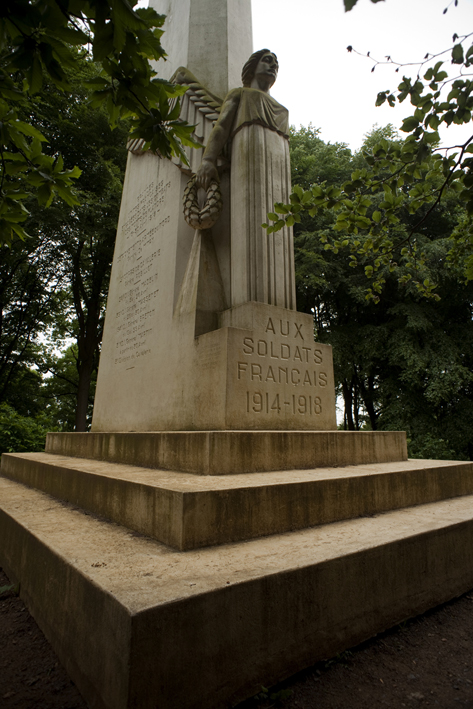
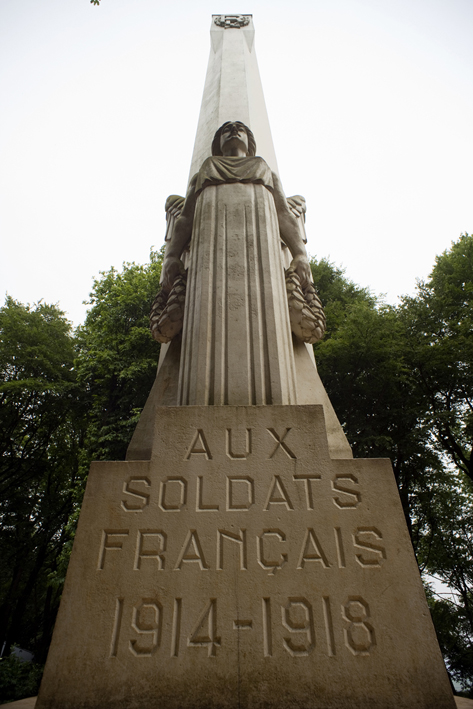
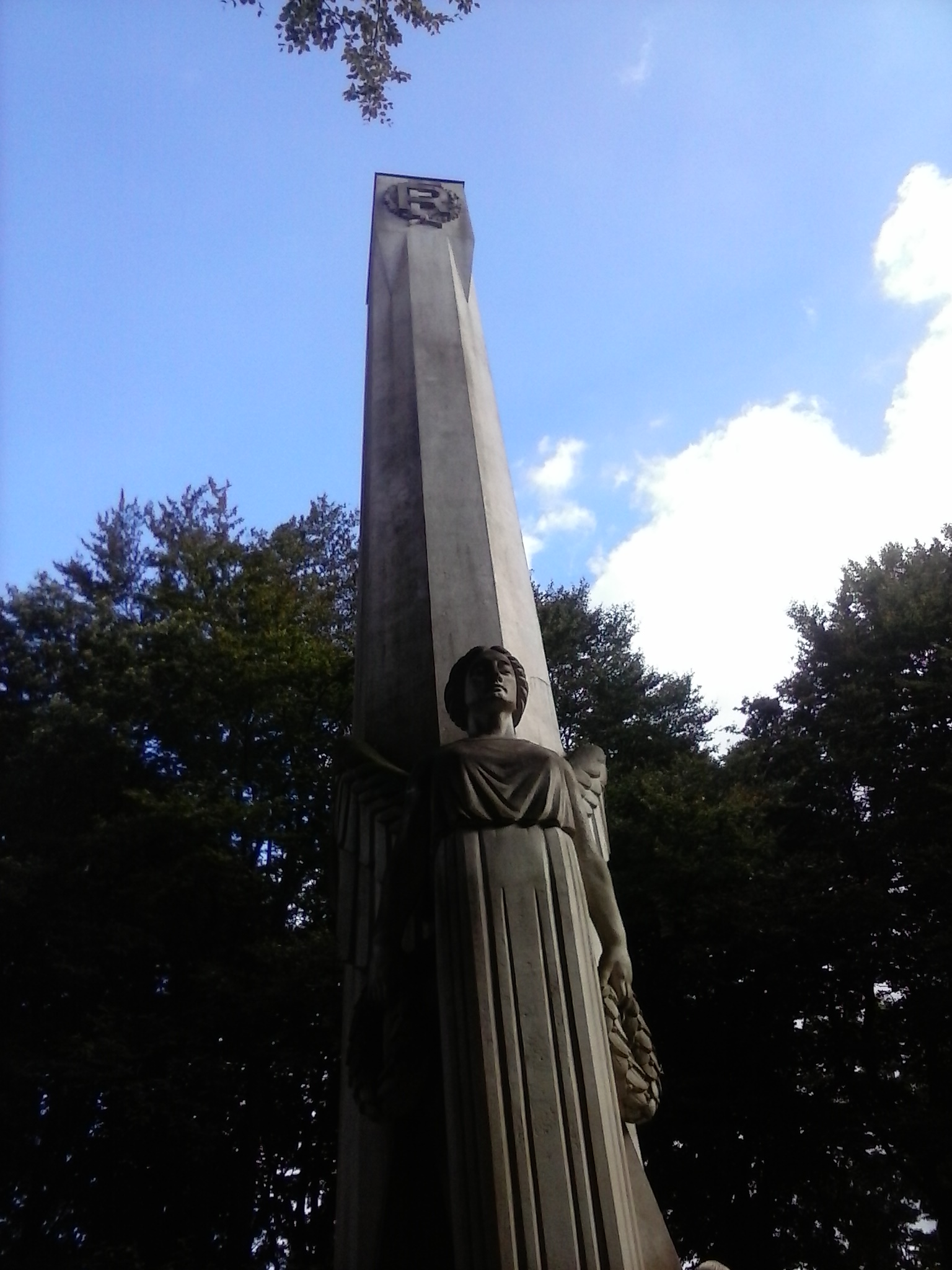